# 一六
株式会社一六（いちろく）は、愛媛県松山市に本社を置くレストラン経営の会社。

## 概要

### 沿革[2]
- 1951年（昭和26年）に「有限会社一六」として創業で、親会社である一六本舗が社名の由来。
- 1972年（昭和47年）に第1号として「レストラン北斗石井店」を開店。
- 1975年（昭和50年）に有限会社から株式会社に変更。
- 1997年（平成9年）に県外に初出店。第1号は香川県高松市の「レストラン北斗高松太田店」（2017年に閉店）
- 1998年（平成10年）に公共施設内に初出店。第1号は松山市総合コミュニティセンター内の「カフェレストラン北斗」（2015年に閉店）

### エピソード[2]
- かつては県外として香川県のみで3店舗開いたが、2017年1月を最後に出店していない。

## 系列のレストラン

### 現在

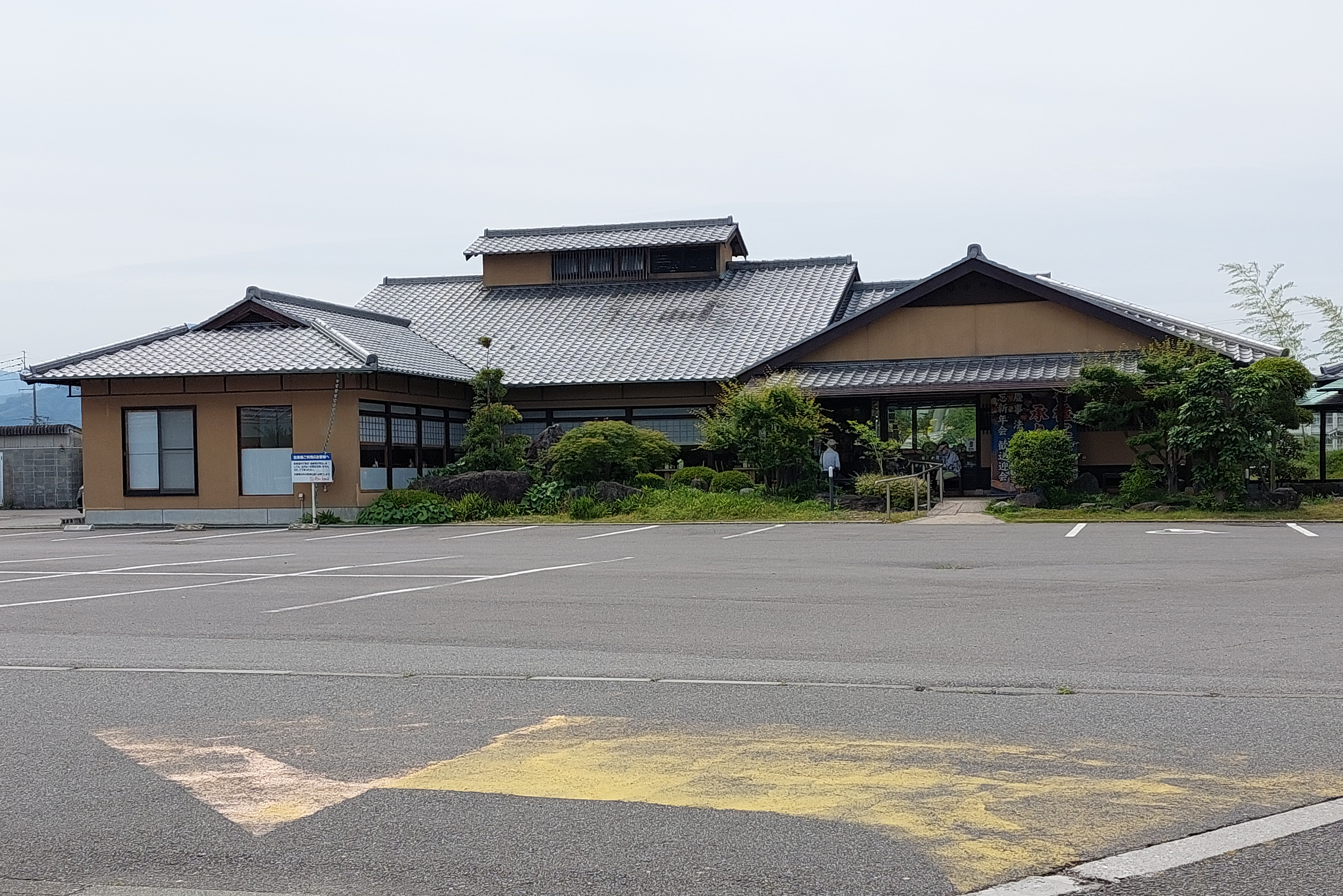
うどん茶屋北斗松前店

- レストラン北斗
- 北斗七星
- うどん茶屋北斗

### かつてのレストラン[2]
- レストラン北斗
  - 伊予店（1988年 - 2005年）
  - 松前店（1979年に開店、閉店後の跡地として、1993年にうどん茶屋北斗松前店を開店）
- ステーキハウス愛
  - 1991年に平井店、1995年に三津店を開店したが、1999年に2店とも閉店。
- フレッシュネスバーガー
  - 松山湊町店（1999年 - 2015年）
  - レインボー通り店（高松市、2003年 - 2007年）
  - マリタイムプラザ高松店（2004年に開店したが、2009年にフレッシュネスバーガーマリンタイムプラザ店の運営権をFB本部に譲渡。）
- 海鮮北斗（1982年 - 2018年）

## 関連会社
- ICHIROKU TOTAL MIXTURE (ITM) グループ
  - 一六本舗（親会社）
  - セブンスター
  - ネッツトヨタ愛媛